# Télimoly
A télimoly (Diurnea lipsiella) a valódi lepkék (Glossata) alrendjébe tartozó tavaszi molyfélék (Chimabachidae) családjának egyik, Magyarországon is élő faja.

## Elterjedése, élőhelye
Európai faj, amely hazánkban is mindenütt megtalálható.

## Megjelenése
Barna szárnyán sötétebb barna hintés látható. A szárny fesztávolsága 17–25 mm.

## Életmódja
Évente egy generációja nő fel. A lepkék október–novemberben rajzanak. Főleg nappal repülnek, de valamennyire éjszaka is. A mesterséges fény vonzza őket.
A csökevényes szárnyú nőstények röpképtelenek. A hernyók gazdanövénye a tölgy.

## Külső hivatkozások
- Mészáros Zoltán – Szabóky Csaba: A magyarországi molylepkék gyakorlati albuma. Budapest: Agroinform. 2005.  arch Hozzáférés: 2018. április 6. (PDF)